# オーバーハイト (オーバーフランケン)
オーバーハイト (ドイツ語: Oberhaid) は、ドイツ連邦共和国バイエルン州オーバーフランケン行政管区のバンベルク郡に属する町村（以下、本項では便宜上「町」と記述する）。

## 地理

### 位置
この町は、バンベルクの北西約7kmに位置する。最も標高の高い地点は、西部のシュピッツェルベルク（海抜 325m）と東部のゼムベルク（海抜 393m）である。ハースベルク自然公園内のマイン渓谷に位置するその地形は、山歩きやサイクリングに適している。ウンターハイト地区はバンベルク郡で最も標高が低い地点で海抜 230mである。

### 近隣市町村
オーバーハイトに隣接する町村は、ラウター、ビシュベルク、フィーレト＝トルンシュタット、市はバウナハ、ハルシュタットおよびバンベルクがある。また、ハースベルゲ郡（ウンターフランケン行政管区）のシュテットフェルトおよびエルトマン市とも境を接している。

### 自治体の構成
この町は、公式には5つの地区 (Ort) からなる。このうち孤立農場などを除く集落を以下に列記する。
- オーバーハイト
- ウンターハイト
- シュタッフェルバッハ

## 歴史
フルダ修道院は、8世紀にこの地域を領していた。その後ミヒェルスベルク修道院が創設され、13世紀からはオーバーハイトの領主となった。この町はバンベルク大司教領に属し、1803年の帝国代表者会議主要決議によってバイエルン領となった。

### 宗教
宗教構成は以下の通り。
- ローマ・カトリック: 3,919人
- プロテスタント: 426人
- その他: 370人

### 町村合併
1978年にそれまで独立した自治体であったウンターハイトおよびシュタッフェルバッハが合併した。

### 人口推移
この地域の人口は、1970年：3,771人、1987年：4,090人、2000年：4,775人であった。

## 行政

### 議会
議会は16議席で構成される。

### 首長
首長は、カルステン・ヨナイティス (SPD)である。

### 友好都市
- オーバーハイン（ドイツ、テューリンゲン州）

## 経済と社会資本

### 交通
- アウトバーンA70に面している。フィーレト＝トルンシュタット・インターチェンジを利用する。
- 鉄道 バンベルク - シュヴァインフルト線のオーバーハイト駅がある。
- バンベルク - シュヴァインフルトのバス路線の停留所が、オーバーハイト、ウンターハイト、およびシュタッフェルバッハにある。

## 引用
1. ↑  https://www.statistikdaten.bayern.de/genesis/online?operation=result&code=12411-003r&leerzeilen=false&language=de Genesis-Online-Datenbank des Bayerischen Landesamtes für Statistik Tabelle 12411-003r Fortschreibung des Bevölkerungsstandes: Gemeinden, Stichtag (Einwohnerzahlen auf Grundlage des Zensus 2011)
2. ↑  Bayerische Landesbibliothek Online